# Świętouść
Świętouść (pronunciación en polaco: /ɕfjɛnˈtɔ.uɕt͡ɕ/; en alemán: Swantuss) es un asentamiento en el distrito administrativo de Gmina Wolin, dentro del Distrito de Kamień, Voivodato de Pomerania Occidental, en el noroeste de Polonia. Se encuentra aproximadamente 16 kilómetros al norte de Wolin, 11 kilómetros al oeste de Kamień Pomorski, y 63 kilómetros al norte de la capital regional, Szczecin.